# Nils P. Munk
 Der er for få eller ingen kildehenvisninger i denne artikel, hvilket er et problem. Du kan hjælpe ved at angive troværdige kilder til de påstande, som fremføres i artiklen.

Nils P. Munk (født 25. maj 1971) er en dansk skuespiller.
Munk er uddannet fra Skuespillerskolen ved Odense Teater i 2000. Han har siden haft roller ved Dr. Dantes Aveny og Grønnegårds Teatret, ligesom han har været fastansat ved Mungo Park.

## Udvalgt filmografi
- På fremmed mark (2000)
- Møgunger (2003)
- Nordkraft (2005)
- Hvordan vi slipper af med de andre (2007)

### Tv-serier
- Absalons hemmelighed (2006)
- Sommer (2008)

## Eksterne links
- Nils P. Munk på Internet Movie Database (engelsk)
- Nils P. Munk på Filmdatabasen
- Nils P. Munk på danskefilm.dk
- Nils P. Munk på danskfilmogtv.dk
- Nils P. Munk på The Movie Database (engelsk)

|  | Artiklen om skuespilleren Nils P. Munk kan blive bedre, hvis der indsættes et (bedre) billede. Du kan hjælpe ved at uploade et godt billede til Wikimedia Commons iht. de tilladte licenser og indsætte det i artiklen. Eller du kan søge efter eksisterende filer på Wikimedia Commons eller på Flickr - fx med værktøjet Free Image Search Tool. |